# Farthing (britische Münze)

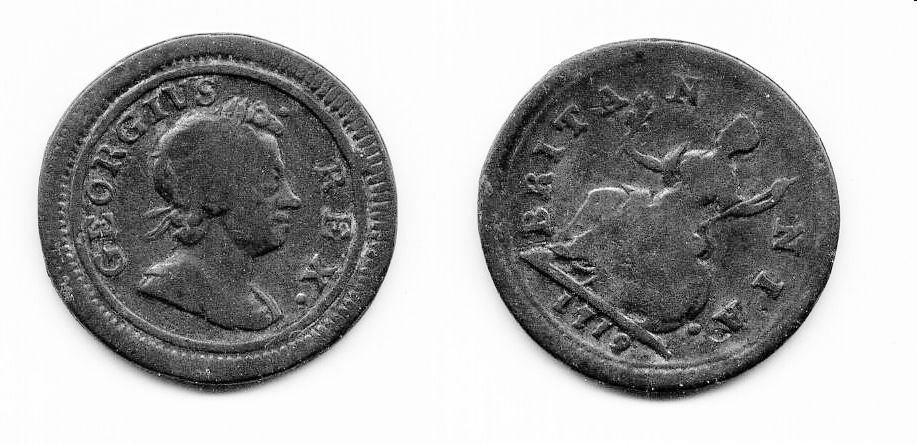
Farthing von 1719

Ein Farthing war eine  britische Münze im Wert eines Viertelpenny. Das Substantiv stammt aus dem Altenglischen fēorþing/fēorþung (fēorþa + ing/ung = „Vierting/Viertung“ [ein Vierter]; vgl. anord. „fjórðungr“). Diese Münze wurde vom 13. Jahrhundert an bis 1956 in England geprägt und war bis zum 31. Dezember 1960 gültiges Zahlungsmittel. Bereits in den Jahren vorher häuften sich Presseberichte, dass Geschäfte sich weigerten, Farthings als Zahlungsmittel zu akzeptieren.
Obwohl mehrere Millionen Farthings im Laufe von 700 Jahren geprägt wurden, sind relativ wenige bis heute erhalten. Die ältesten gefundenen Münzen stammen aus der Regierungszeit Heinrichs III., wahrscheinlich handelt es sich bei ihnen aber nur um erste Prägeversuche und nicht um wirklich für den Zahlungsverkehr gedachte Münzen.
Bis ins 16. Jahrhundert wurde der Farthing aus Silber geprägt. Da allerdings mehrere Gewichtsreduktionen erfolgten, wurde er im 16. Jahrhundert so klein und damit so einfach zu verlieren, dass die Prägung mehrere Jahrzehnte ausgesetzt wurde. Jakob I. stellte auf Kupferprägung um. Die letzten Stücke wurden schließlich aus Bronze angefertigt. Der neue, mit der Währungsreform von 1971 eingeführte englische Penny hat fast dieselben Maße wie der letzte Farthing. Zeitweilig gab es im frühen 19. Jahrhundert auch viertel, drittel und halbe Farthings als Kursmünzen aus Kupfer. Ein wohl letzter Halffarthing wurde 1902 als „Coronation Model“ (Auswurfmünze) für König Eduard VII. geprägt.

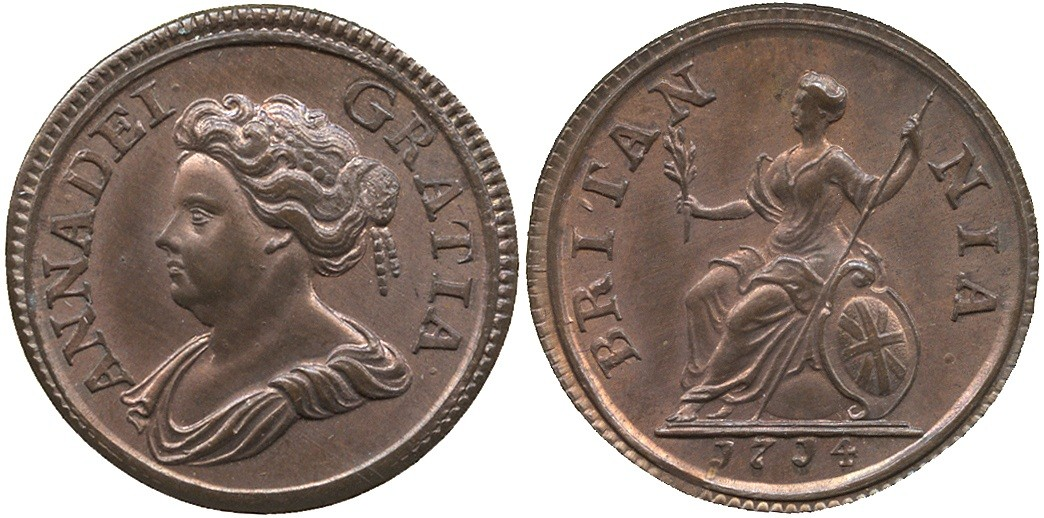
Farthing von 1714, Anne. Kupfer.
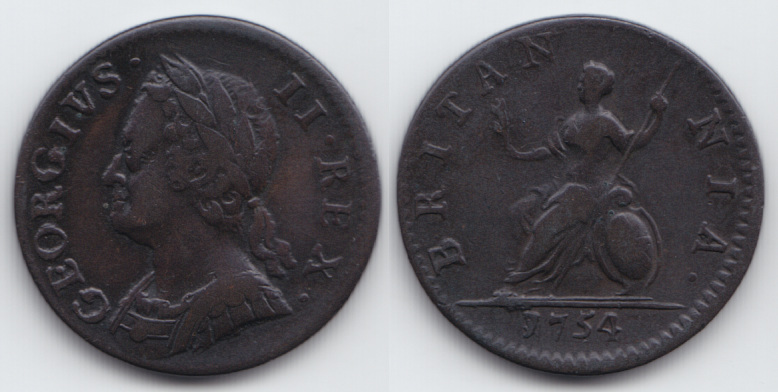
Farthing von 1754, Georg II. Kupfer.
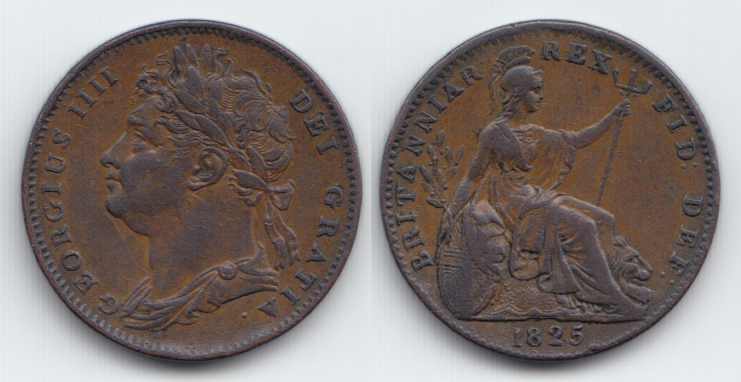
Farthing von 1825, Georg IV. Kupfer.
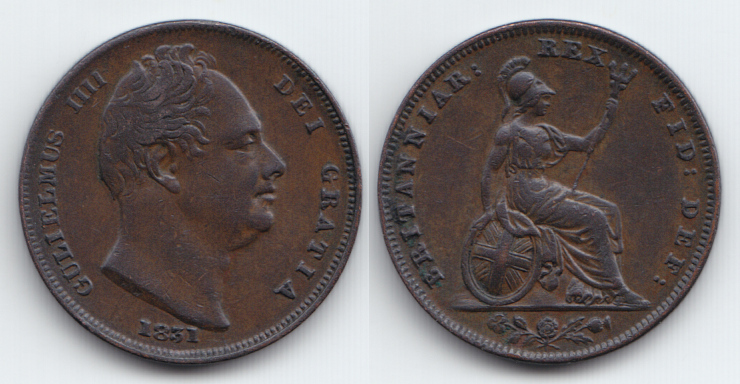
Farthing von 1831, Wilhelm IV. Kupfer.
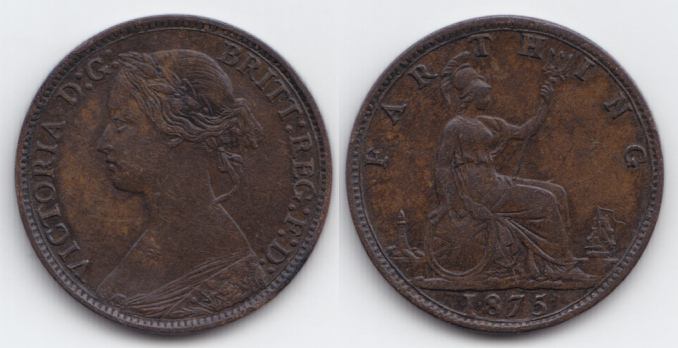
Farthing von 1875, Victoria. Bronze.